# 베타-하이드록시 베타-메틸뷰티르산
β-하이드록시 β-메틸뷰티르산(영어: β-hydroxy β-methylbutyric acid, HMB)은 인체에서 자연적으로 생성되는 물질로, 식이 보충제로 사용되며 상처 치유를 촉진하고 암이나 HIV/AIDS로 인한 근육 소모가 있는 사람들에게 영양 지원을 제공하기 위한 특정 의료 식품의 성분으로 사용된다. 건강한 성인의 경우 HMB를 보충하면 근육 크기, 근력 및 제지방량이 증가하고 운동으로 인한 골격근 손상이 감소하며 유산소 운동 능력이 향상되고 운동 회복이 빨라지는 것으로 나타났다.

## 같이 보기
- β-하이드록시 β-메틸뷰티릴-CoA